# Mieczysław Maziarz

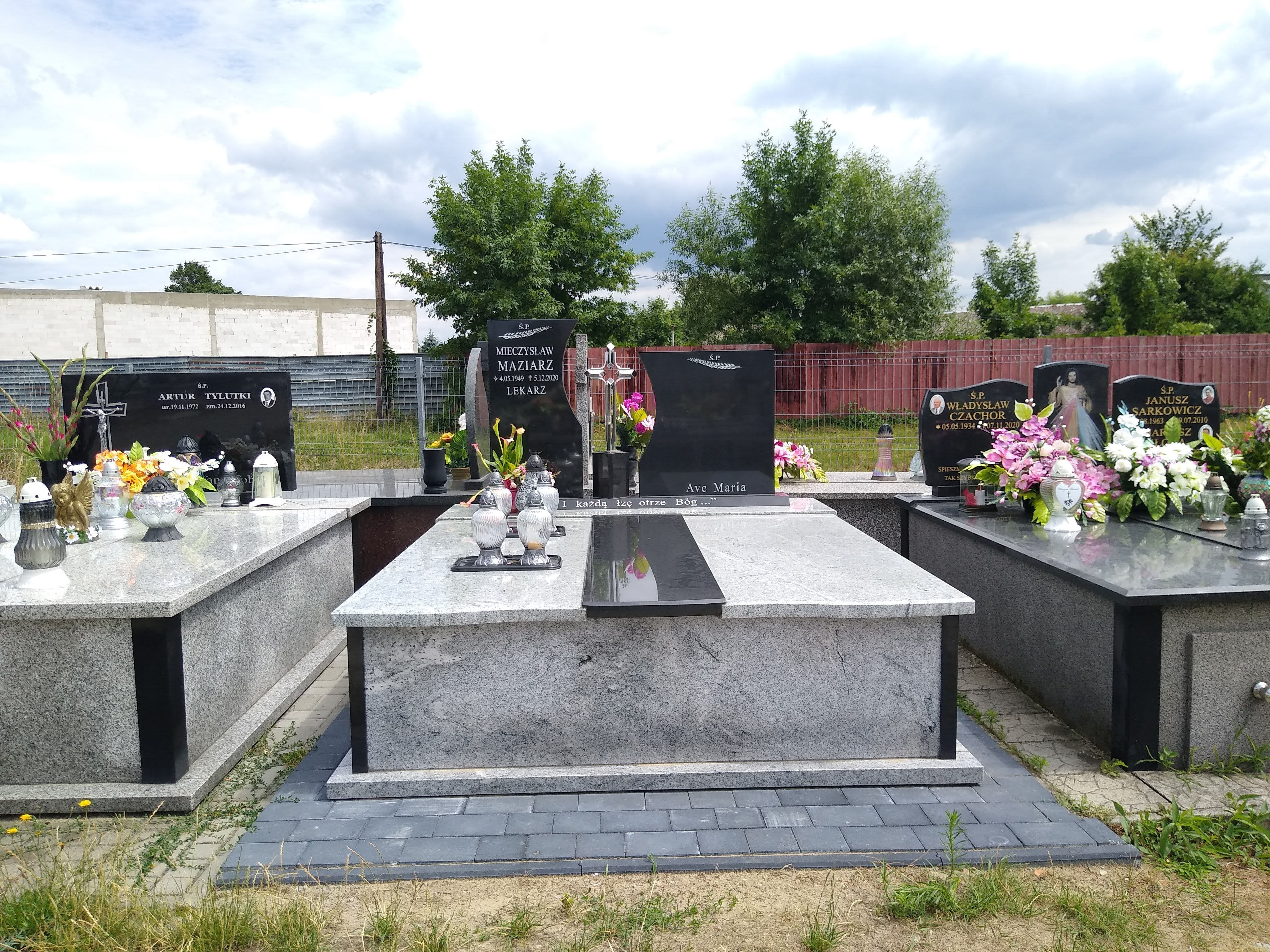
Grób Mieczysława Maziarza (2022)

Mieczysław Stanisław Maziarz (ur. 4 maja 1949 w Ulanowie, zm. 5 grudnia 2020 w Kolbuszowej) – polski lekarz, polityk i samorządowiec, senator VI kadencji.

## Życiorys
Syn Jana i Janiny. W 1973 ukończył studia na Akademii Medycznej w Lublinie, uzyskał następnie specjalizację drugiego stopnia w zakresie chorób wewnętrznych. Od 1973 pracował w szpitalu w Kolbuszowej, przez kilka lat pełnił funkcję zastępcy dyrektora. Od 1998 do 2005 zasiadał w radzie powiatu kolbuszowskiego.
W 2004 z listy Ligi Polskich Rodzin bezskutecznie kandydował do Parlamentu Europejskiego oraz wyborach uzupełniających do Senatu, a w 2005 został senatorem VI kadencji z okręgu rzeszowskiego. W październiku 2005 wystąpił z LPR wraz z m.in. Zygmuntem Wrzodakiem. W trakcie kadencji przystąpił do Senatorskiego Klubu Narodowego. W sierpniu 2007 wstąpił do Prawicy Rzeczypospolitej, w tym samym roku z jej ramienia bez powodzenia ubiegał się o reelekcję, a w 2009 ponownie o mandat eurodeputowanego (otrzymał 6290 głosów).
W wyborach samorządowych w 2010 ponownie uzyskał mandat radnego rady powiatu kolbuszowskiego z listy Komitetu Wyborczego Wyborców Ojczyzna-Wspólnota Samorządowa. Utrzymywał go również w 2014 i 2018. W wyborach parlamentarnych w 2011 był kandydatem do Senatu z ramienia komitetu Prawica.
8 grudnia 2020 został pochowany na cmentarzu parafialnym w Kolbuszowej.

## Odznaczenia
W 2020 prezydent RP Andrzej Duda odznaczył go pośmiertnie Złotym Krzyżem Zasługi.